# Botelloides ludbrookae
Botelloides ludbrookae is een slakkensoort uit de familie van de Trochidae. De wetenschappelijke naam van de soort is voor het eerst geldig gepubliceerd in 1985 door Ponder.